# Пежо 406
„Пежо 406“ (Peugeot 406) е модел големи автомобили (сегмент D) на френската компания „Пежо“, произвеждан от 1995 до 2004 година.
Предлаган с варианти на каросерията седан, комби и купе (с дизайн на италианското бюро „Пининфарина“) и избор през годините от 12 бензинови и 5 дизелови двигателя, той замества в гамата на „Пежо“ модела „Пежо 405“ и от своя страна е заменен от „Пежо 407“. „Пежо 406“ използва една и съща платформа със „Ситроен Ксантия“, но без неговата усложнена хидропневматична система на окачване.